# Стойково (Польща)
Стойково (пол. Stojkowo, нім. Stöckow) — село в Польщі, у гміні Диґово Колобжезького повіту Західнопоморського воєводства.
Населення — 236 осіб (2011).

## Демографія
Демографічна структура станом на 31 березня 2011 року:
|          | Загалом | Допрацездатний вік | Працездатний вік | Постпрацездатний вік |
| -------- | ------- | ------------------ | ---------------- | -------------------- |
| Чоловіки | 120     | 28                 | 85               | 7                    |
| Жінки    | 116     | 33                 | 67               | 16                   |
| Разом    | 236     | 61                 | 152              | 23                   |